# Église de la Sainte-Famille de Kigali
Pour les articles homonymes, voir Église de la Sainte-Famille.
L'église de la Sainte-Famille est un édifice religieux catholique situé dans le quartier de Kiyovu à Kigali au Rwanda. Construit en 1913, l'édifice est une des plus vastes églises de la ville.
Le bâtiment est entièrement construit en briques rouges. Sa façade est rehaussée de parements blancs.
L'église est située sur une colline surplombant la ville de Kigali, non loin du quartier commercial de Ruhenge. Bien qu'elle soit sur une colline, l'église est située en contrebas du boulevard de l'OUA à son arrivée à la place de l'Unité Nationale.

## Paroisse
Outre l'église la paroisse de la Sainte-Famille comprend également un centre d'accueil, un dispensaire, une école primaire, une auto-école, ainsi que des bâtiments loués à des particuliers par la paroisse.
Lors du génocide de 1994 de nombreux Rwandais - tutsis et hutus - qui s'étaient réfugiés à l'intérieur de l'église y furent massacrés.